# Hoor en wederhoor in de journalistiek
Hoor en wederhoor is een ethisch beginsel in de journalistiek. Het betekent dat een journalist, die negatieve beweringen wil publiceren over personen, groepen of organisaties, de kans geeft aan de beschuldigde om op de aantijgingen te reageren, alvorens tot publicatie over te gaan. De journalist zal in een dergelijke situatie:
- contact opnemen met de betrokkenen om ze om een reactie te vragen, en
- de publicatie vergezeld laten gaan van deze reactie of van een goede samenvatting ervan.

Als de beschuldigingen of negatieve kwalificaties betrekking hebben op een bedrijf, instelling of overheidsinstantie, moet navraag worden gedaan bij een woordvoerder die gerechtigd is namens die organisatie te spreken.
Ook bij beschuldigingen ten aanzien van een groep, bijvoorbeeld een bevolkingsgroep of beroepsgroep, is het wenselijk een vertegenwoordiger van die groep om een reactie te vragen, bijvoorbeeld als men schrijft over beweringen dat bedrijven in een bepaalde branche het niet zo nauw zouden nemen met de veiligheidsvoorschriften. De publicatie kan daardoor winnen aan kwaliteit. 
Het beginsel geldt niet bij alle journalistieke genres, zoals bij columns noch bij hoofdredactionele commentaren en recensies. Hoor en wederhoor vindt evenmin plaats als de kwalificatie niet negatief maar positief bedoeld is.

## Ethiek van de journalistiek
De journalist is het verplicht aan zijn publiek én aan degenen over wie hij schrijft om informatie te publiceren die zo compleet en correct en evenwichtig mogelijk is. Daartoe is 'wederhoor' onmisbaar om eventuele hiaten, fouten en eenzijdigheden in zijn berichtgeving te signaleren.
Deze verplichting vloeit voort uit de volgende regels uit de Code van Bordeaux, de principes voor het gedrag van journalisten volgens de Internationale Federatie van Journalisten (IFJ):
- Eerbied voor waarheid en voor het recht van het publiek op waarheid is de eerste plicht van de journalist.
- Bij het verkrijgen van nieuws, foto's en documenten zal hij op faire wijze te werk gaan.

Het beginsel van hoor en wederhoor wordt expliciet vermeld in de Gedragscode voor Nederlandse journalisten, die is opgesteld door het Nederlands genootschap van hoofdredacteuren, in de volgende regel:
4. De feiten, meningen en/of beelden die de journalist weergeeft, berusten uitsluitend op eigen waarneming of op bronnen die hem bekend zijn en die hij betrouwbaar acht. (...) Hij past hoor en wederhoor toe waar dit geboden is voor het verwerven van de feiten. Hij past eveneens hoor en wederhoor toe om niet door het algemeen belang gerechtvaardigde eenzijdigheid in berichtgeving te voorkomen.
Diverse kranten en andere media hebben dit beginsel verwerkt in hun interne gedragscode, bijvoorbeeld de Volkskrant in het Stijlboek van de Volkskrant:
"Met hoor en wederhoor verifieert een journalist zijn gegevens of uitspraken van informanten bij betrokken personen of partijen. Integere journalistiek vereist het toepassen van hoor en wederhoor, maar het is geen algemeen geldende verplichting. Wederhoor is zonder meer geboden in geval van beschuldigingen of negatieve kwalificaties over personen, instellingen of bedrijven, zelfs als tevoren duidelijk is dat een antwoord alleen een ontkenning zal inhouden."

### Valse balans
Een mogelijk gevaar bij het toepassen van hoor en wederhoor is het creëren van een valse indruk van gelijkheid van expertise. Zo werden artsen en wetenschappers in het debat over de vaccinatie tegen baarmoederhalskanker tegenover enkele alternatieve genezers gezet, waardoor bij het publiek de indruk kon ontstaan dat deze twee partijen evenveel expertise hadden op dit gebied. Dit gebeurt soms ook in de discussie over de opwarming van de Aarde en evolutie tegenover Intelligent design.

## Berichten over uitspraken van anderen
Het toepassen van hoor en wederhoor is ook geboden als er beschuldigingen gedaan zijn in het kader van een interview. Stel dat een journalist bijvoorbeeld schrijft:
"De milieuactivist zei tegen mij: 'Chemisch bedrijf X heeft alle natuur in de omgeving vergiftigd'."
Dan kan die journalist zich er niet achter verschuilen dat hij slechts objectief rapporteert wat die milieuactivist tijdens het interview zei. Hij zal dan ook aan dat chemische bedrijf de gelegenheid tot reageren moeten geven.

## Jurisprudentie

### Raad voor de Journalistiek
Op de website van de Nederlandse Raad voor de Journalistiek staan vele uitspraken op klachten van personen die klaagden over onterechte aantijgingen in de media. Vaak komt daar het ontbreken van hoor en wederhoor aan de orde.
Vaak gebruikt de Raad voor de Journalistiek daarbij een formulering als de volgende:
Volgens het vaste oordeel van de Raad moet een journalist bij het publiceren van ernstige beschuldigingen met bijzondere zorgvuldigheid te werk gaan, hetgeen in het algemeen onder meer inhoudt het toepassen van wederhoor. Dat de beschuldigingen afkomstig zijn van derden, maakt zulks niet anders.
Volgens de Raad voor de Journalistiek moet een journalist de nodige moeite doen om met de persoon over wie wordt gepubliceerd in contact te komen. Als dat niet direct lukt, moet de publicatie zo nodig even worden uitgesteld. Tijdsdruk is geen excuus. Als de betrokkene telefonisch niet bereikbaar is, kan hij ook schriftelijk in de gelegenheid worden gesteld te reageren.
Als een journalist iemand om een reactie vraagt, moet hij de betrokkene voldoende duidelijk meedelen, waarop het te geven commentaar betrekking moet hebben. Hij is echter niet verplicht vooraf inzage in de volledige concepttekst te geven.

### Rechtbank
In het boek Topadvocatuur van Micha Kat stond een bewering van advocaat Hugo Smit over rechter Hans Westenberg, Westenberg vond dat het zijn onafhankelijkheid en bekwaamheid in twijfel trok. De rechter daagde Hugo Smit, Micha Kat en de uitgever voor de rechter. De rechtbank merkte onder meer op:
- "een journalist die uitlatingen weergeeft van een door hem geïnterviewde persoon behoudt wel enige eigen verantwoordelijkheid; publicatie van lichtvaardige verdachtmakingen behoort te worden vermeden;
- het beginsel van hoor en wederhoor in de journalistiek is niet absoluut, vooral niet voor zover het gaat om (suggesties van) meningen van een geïnterviewde;
- [de journalist] kon aan de uitspraken van [de advocaat] - een ervaren advocaat die de Chipshol-zaak zelf had behandeld - een zeker gezag toekennen;
- er was geen sprake van een uitdrukkelijke beschuldiging van onpartijdigheid; de gebruikte bewoordingen waren niet nodeloos kwetsend of scherp van toon."

De rechtbank vond dat de journalist in dat geval niet onrechtmatig had gehandeld door hoor en wederhoor achterwege te laten.

Een belangwekkende uitspraak over de vrijheid die een journalist wel en niet heeft om anderen woorden in de mond te leggen is het vonnis van de rechtbank Amsterdam d.d. 28 oktober 1998 n.a.v. de judas-affaire, omtrent beweringen die Wouter Huibregtsen volgens Volkskrant-journalist Hans van Wissen in een met hem gevoerd telefoongesprek tijdens de Olympische Winterspelen vanuit Nagano zou hebben gedaan over een lid van het Koninklijk Huis. In dat vonnis werd onder meer uitgemaakt dat bij het aanvoeren van citaten in een artikel de bewijslast ter zake een correcte weergave van de passages het eventueel gezegde op de betreffende journalist en zijn redacteur rusten, indien de geïnterviewde betwist dat die woorden zo uit zijn mond zouden zijn gekomen.